# 치코리타
| 번호: 152 | 타입: 풀 | 진화전: 없음 | 진화후: 베이리프 |

치코리타(チコリータ 치코리타[*], 영어: Chikorita)는 포켓몬스터 시리즈에 등장하는 가공의 캐릭터(몬스터)이다.

## 특징
머리에 난 잎사귀가 특징이다. 이 잎사귀에서 달콤한 향기를 풍기며, 주변의 온도와 습도를 감지할 수 있다. 햇볕을 쬐는 것을 매우 좋아한다. 그러다 이파리가 타기도 한다.

## 게임에서의 치코리타
불 타입의 브케인, 물 타입의 리아코와 함께 《포켓몬스터 금·은》에서 최초로 공박사에게 받을 수 있는 포켓몬 중 하나이다. 에메랄드 버전에서는 호연 도감에 200마리의 포켓몬이 기록되면 털보박사에게 받을 수 있다.
《대난투 스매시 브라더스 DX》, 《대난투 스매시 브라더스 X》에서는 몬스터 볼에서 출현하여 「잎날가르기」로 공격하며, 「독가루」로 상대를 중독시킬 수 있다.

## 애니메이션에서의 치코리타
처음에는 신인 트레이너 나진의 포켓몬으로 등장했다. 그 후에 지우도 야생의 치코리타를 포획한다. 치코리타는 지우가 처음으로 잡은 암컷 포켓몬이다.(에이팜도 잡았으나, 교환하지 않은 것은 이 포켓몬이 유일하다.)처음에는 지우를 적대시하고 있었지만, 눈산에서 구해지고 나서는 지우의 상냥함에 반하여 잘 따르게 되었다. 지우와 피카츄의 사이를 질투한다. 고집이 센 성격 때문에 다른 포켓몬끼리 문제를 일으키는 일도 있었다. 이후 201화에서 베이리프로 진화했다.
포켓몬스터 DP에서 포켓몬스터 하트골드·소울실버의 여주인공인 코토네의 첫 포켓몬으로 등장한다. 143화에서 빛나의 팽도리와 시합하지만 빛나의 팽도리가 승리한다.

## 그 외에서의 치코리타
- 만화 《포켓몬스터 스페셜》에서는 크리스의 포켓몬으로 등장.
- 극장판 《결정탑의 제왕 앤테이》에서 지우의 치코리타가 등장한다. 오프닝에서는 린과의 배틀에서 키링키에게 패한다.
- 단편 애니메이션《포켓몬 불가사의 던전 출동 포켓몬 구조대 파이팅즈!》에서 등장한다.

## 같이 보기
- 포켓몬스터
- 포켓몬의 목록